# 德新社
德新社，全称德意志新闻社或德国新闻社（德語：Deutsche Presse Agentur，简写为），是世界大通讯社之一。建于1949年的西德，为国家通讯社；两德统一后，成为德国全境的官方通讯社。其总部位于汉堡，图片新闻编辑总部在法兰克福，在波恩设有一个联邦分社，在国内其它50多个城市设有分社或编辑部，在80多个国家派驻记者或聘用撰稿人。使用德语、英语、西班牙语和阿拉伯语对外发布新闻，涉及包括新闻出版、电台、电视、网络及移动电话等诸多领域。